# Bibliothèque du palais de l'Élysée
La bibliothèque du palais de l'Élysée, aussi appelée ancienne chambre Beaujon ou bibliothèque (de) Napoléon III, est une pièce du palais de l'Élysée, résidence du président de la République française. Quatre des huit présidents de la Ve République ont fait réaliser leur photographie officielle dans cette pièce, devant la bibliothèque : Charles de Gaulle, Georges Pompidou, François Mitterrand et Nicolas Sarkozy.

## Localisation
La bibliothèque est située dans l'aile Est du palais de l'Élysée, dans le 8e arrondissement de Paris. Ses deux fenêtres donnent sur les jardins du palais.

## Description
La bibliothèque du palais de l'Élysée est une salle circulaire de petite taille. La bibliothèque elle-même est de style Louis XVI en acajou verni et concave pour épouser la forme de la pièce. Elle accueille plusieurs centaines de livres, dont l'ordre a très peu évolué avec le temps. Les ouvrages sont rouges ou bruns, le plus souvent imprimés par l'Imprimerie nationale. S'y trouvent non seulement des auteurs classiques, comme Balzac, Zola, Vigny, Flaubert, Diderot, Hugo (une quinzaine de livres), Lamartine, Montesquieu, Molière, Pascal, Racine, Rimbaud, Rostand, Tocqueville, Sainte-Beuve ou Saint-Simon, mais aussi des auteurs plus récents, tels que Blum, Bernanos, Claudel, Malraux, Proust, Bergson, Anatole France, Clemenceau, Pétain (La Bataille de Verdun), de Gaulle (Mémoires de guerre), Churchill (Mémoires sur la Deuxième Guerre mondiale), Jacques Bardoux, grand-père de Giscard d'Estaing, Gaxotte ou encore Senghor (une édition de 1948 avec la préface Orphée noir de Sartre). On trouve également une édition du XVIIIe siècle de L'Encyclopédie, ainsi qu'un Coran.

## Histoire

### De l'Ancien Régime à la Deuxième République
Sous l'Ancien Régime, la bibliothèque sert de chambre à coucher. Sa forme en hémicycle est héritée de l'ancienne alcôve, accueillant le lit où a dormi Nicolas Beaujon puis la duchesse de Bourbon. Sous le Premier Empire, Caroline Murat, puis Napoléon Ier, y dorment. Sous la Restauration, le duc de Berry y couche.
Sous la Deuxième République, la pièce sert de chambre à coucher pour Napoléon III. Tout juste installé à l'Élysée comme prince-président, ce dernier fait accrocher dans sa chambre le tableau Venise, vue du Grand Canal et de la Salute réalisée en 1849 par le peintre Jules-Romain Joyant (actuellement conservé au musée Paul-Dini, à Villefranche-sur-Saône).

### Sous le Second Empire
Devenu empereur, Napoléon III quitte le palais de l'Élysée pour le palais des Tuileries. En 1860, il fait réaménager la pièce en bibliothèque et y installe celle de sa mère, la reine Hortense.

### Sous la Troisième République
Sous la Troisième République, la pièce sert de bureau à tous les présidents de la République, de Patrice de Mac Mahon (à partir de 1874) jusqu'à, sous la Quatrième République, Vincent Auriol (jusqu'en 1954).
Félix Faure fait enlever la bibliothèque semi-circulaire Second Empire pour la remplacer par une tenture de style Louis XIV (les Quatre éléments), modification vite annulée par ses successeurs. Il remplace les sièges de damas rouge par des sièges garnis de tapisserie de Beauvais provenant du château de Compiègne. Il y décède le 18 février 1899 des suites d'une congestion cérébrale, après avoir fait un malaise dans le salon d'Argent.

### Sous la Quatrième République

#### Présidence de Vincent Auriol
En 1950, un reportage des Actualités françaises montrent Vincent Auriol et son épouse Michelle Auriol avoir l'habitude de retrouver leur petits-enfants dans la bibliothèque.
Le 26 janvier 1950, Vincent Auriol reçoit dans la bibliothèque Abdelkader Sayah, président de l'Assemblée algérienne.

### Sous la Cinquième République

#### Présidence de Charles de Gaulle
En 1959, pour son portrait officiel, le président Charles de Gaulle  se fait photographier dans la bibliothèque. Il est debout, la main posée sur deux livres qui reposent sur un guéridon. Ces deux volumes sont choisis au hasard dans les rayonnages de la bibliothèque, le jour de la prise de vue, par Jean Mainbourg, assistant du photographe Jean-Marie Marcel qui réalise le portrait. Il s'agit de la Constitution de la Ve République et de L'Histoire de la Légion d'honneur (le photographe avait initialement pris L'Histoire de l'armée française du général Weygand, mais l'a remplacé car l'auteur avait condamné de Gaulle en août 1940).

#### Présidence de Georges Pompidou

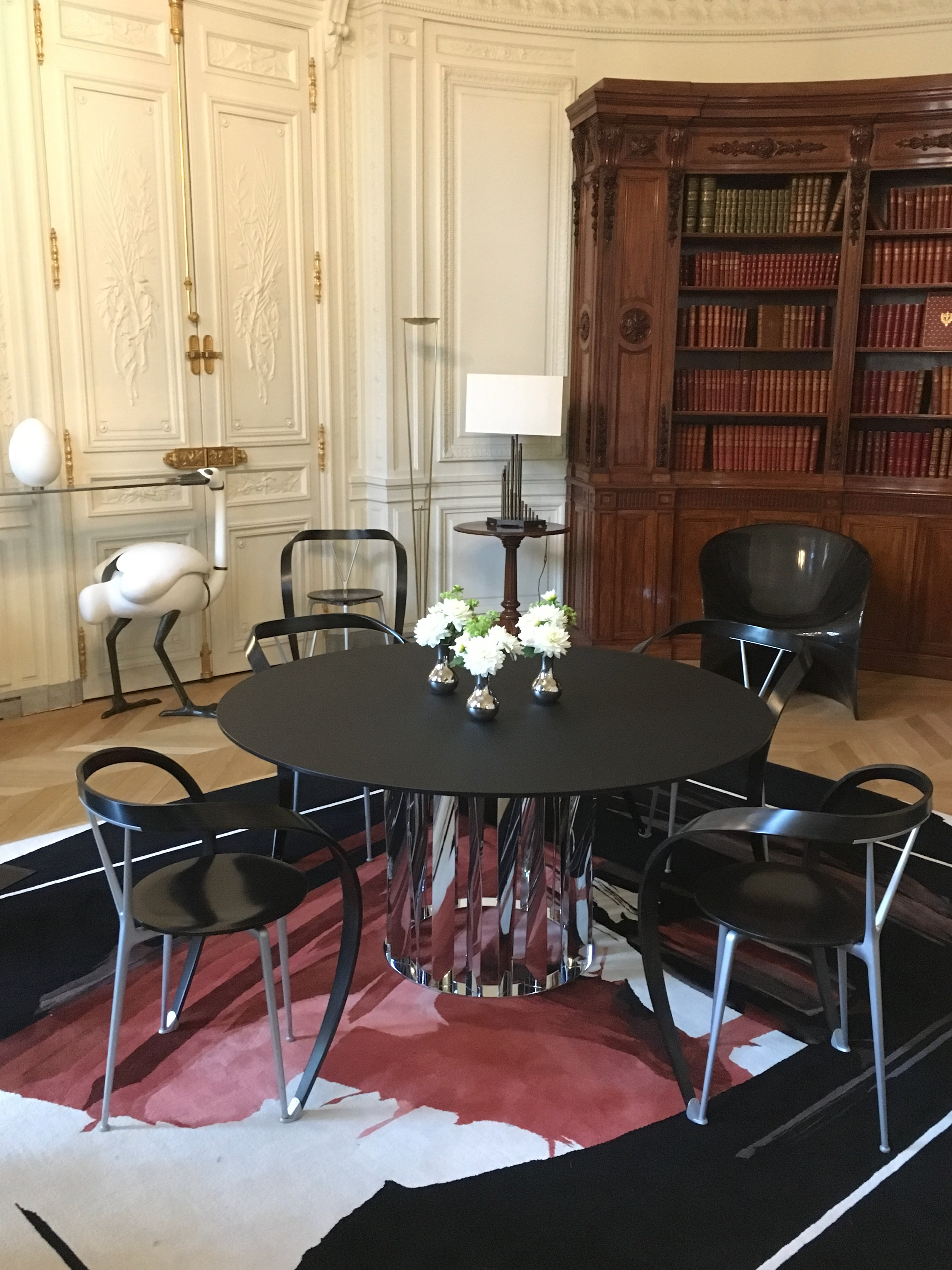
La bibliothèque en 2019. Sont visibles la table ronde Boboli de, un fauteuil de Christian Ghion, cinq fauteuils d'Andrea Branzi, une lampe d', et le bar aux autruches de François-Xavier Lalanne.

En 1969, pour son portrait officiel, le président Georges Pompidou se fait photographier, debout, dans la bibliothèque.
Durant sa présidence, avec son épouse Claude Pompidou, il met en œuvre une rénovation du palais. En 1971, à l'instar du salon Bleu et de la salle à manger voisins, le changement de décor est confié à Pierre Paulin afin d'en faire le fumoir des appartements privés modernisés voulus par le couple. Le mobilier ainsi dessiné comprend des sièges demi-lune épousant la forme de l'hémicycle de l'emplacement de la bibliothèque, quatre poufs à dossier placés au centre de la pièce ainsi qu'une réserve de sept fauteuils (tous recouverts de toile grège reprenant ainsi la couleur des murs de la structure en croisée d'ogives, avec des socles également recouverts de « Nextel » chamois clair), une table basse centrale en forme de grande fleur aux pétales d'Altuglas blanc opalescent entourant un cœur lumineux et surmontée d'un plateau de verre fumé circulaire, une bibliothèque (installée entre le fumoir et le couloir) de 19 caissons, en verre Altulor transparent teinté en brun, montés en quinconce sur un socle, un meuble pour sonorisation et des lampadaires mobiles placés du côté des fenêtres et venant renforcer l'éclairage obtenu par des appliques, à lumière directe ou indirecte et à intensité variable, encastrées dans la structure en hémicycle.

#### Présidence de Valéry Giscard d'Estaing
Une fois élu président de la République, Valéry Giscard d'Estaing fait démonter le fumoir Paulin en 1974, comme pour le « salon des tableaux ». Il rend ainsi à la bibliothèque sa fonction et son décor datant de Napoléon III. Le fumoir est envoyé au château de Pierrefonds.

#### Présidence de François Mitterrand
En 1981, pour son portrait officiel, le président François Mitterrand se fait photographier dans la bibliothèque, assis en train de feuilleter un exemplaire des Essais de Montaigne.
La bibliothèque sert ensuite sous sa présidence de salle à manger.
Il y donne également plusieurs interviews pour la radio ou la télévision, notamment :
- le 9 décembre 1981 à Michèle Cotta et Pierre Desgraupes pour TF1[14],[15] ;
- le 9 décembre 1985 à Jean-Pierre Elkabbach pour Europe 1[16] ;
- le 9 décembre 1986 à Jean-Pierre Elkabbach pour Europe 1[17] ;
- le 16 novembre 1987 à Philippe Alexandre pour RTL[18] ;
- le 4 mai 1988 à Dominique Jamet, Serge July et Christian Delahaye, pendant la campagne de l'élection de 1988 pour sa réélection[19] ;
- le 5 juillet 1989, avec Mikhaïl Gorbatchev, dirigeant de l'Union soviétique, à Christine Ockrent, Georges Bortoli et Jean-Pierre Elkabbach[20],[21] ;
- le 11 décembre 1991 à Albert du Roy en duplex avec le Journal de 20 h de France 2, sur la réunion du Conseil européen à Maastricht[22],[23] ;
- le 14 juillet 1993, pour la traditionnelle interview du 14 juillet, à Patrick Poivre d'Arvor pour TF1, Paul Amar pour France 2, et Jean-Pierre Elkabbach Europe 1, après y avoir décoré de la grand-croix de la Légion d'honneur le général Philippe Morillon[24] ;
- le 25 octobre 1993 à François-Henri de Virieu, Jean-Marie Colombani, Albert du Roy et Alain Duhamel pour L'Heure de vérité sur France 2[25],[26] ;
- le 12 septembre 1994 à Jean-Pierre Elkabbach pour France 2 lors de la polémique sur ses relations avec René Bousquet et sur son parcours pendant la Seconde Guerre mondiale[4],[27].

C'est également dans la bibliothèque de l'Élysée, en novembre 1991, qu'il décore Édith Cresson de la grand-croix de l'ordre national du Mérite ex officio après ses six mois en tant que Première ministre.

#### Présidence de Jacques Chirac
À partir de 1995, le président Jacques Chirac en fait une salle à manger privée jusqu'à son départ, en 2007. Son épouse Bernadette Chirac y déjeune régulièrement, et y reçoit.
Jacques Chirac y reçoit le pape Jean-Paul II le 21 août 1997 lors de sa visite à Paris pour les XIIe Journées mondiales de la jeunesse.
L'émission satirique Les Guignols de l'info sur Canal+ représente la marionnette à l'effigie de Jacques Chirac utiliser la bibliothèque pour y faire des sieste prolongées.

#### Présidence de Nicolas Sarkozy
En 2007, pour son portrait officiel, le président Nicolas Sarkozy se fait photographier, debout, dans la bibliothèque.
Par la suite, il y présente les vœux présidentiels du 31 décembre en 2008,, y donne une interview le 16 novembre 2010 à Claire Chazal pour TF1, à David Pujadas pour France 2 et à Michel Denisot pour Canal+, et y donne le 27 février 2011 une allocution sur la révolution tunisienne et la guerre civile en Libye,.

#### Présidence de François Hollande
Le président François Hollande y fait une allocution télévisée en mai 2014 à la suite de la défaite de son camp aux élections européennes.

#### Présidence d'Emmanuel Macron
En 2023, le président Emmanuel Macron envoie la bibliothèque en restauration et la fait remplacer par Dédale, une œuvre de Justin Weiler composée de panneaux de verre. En 2025, la bibliothèque est exposée au musée Chirac à Sarran.